# Elecciones a la Asamblea Constituyente de Ecuador de 1883
Las elecciones para diputados constituyentes de 1883 determinaron quienes conformarían la Asamblea Constituyente de Ecuador de 1883, la cual tenía como objetivo la redacción de un nuevo texto constitucional para el país en reemplazo de la Constitución de Ecuador de 1878.
La conformación de una asamblea constituyente fue convocada el gobierno provisional de Ecuador para retornar al orden constitucional luego de la reestructuración del estado luego del régimen de Ignacio de Veintemilla.
Acorde a la normativa de la época, los legisladores eran electos por nominación libre de los electores, sin auspicio partidista o limitaciones por provincia, por lo que en ocasiones un legislador era electo por varias provincias.

## Nómina de Representantes Provinciales
62 diputados provinciales
| Provincia  | Diputados                                | Diputados                         |
| ---------- | ---------------------------------------- | --------------------------------- |
| Azuay      | Ramón Borrero Cortázar                   | Ramón Borrero Cortázar            |
| Azuay      | Juan de Dios Corral Banderas             |                                   |
| Azuay      | Julio Matovelle Maldonado                |                                   |
| Azuay      | Remigio Crespo Toral                     |                                   |
| Azuay      | Alberto Muñoz Vernaza                    |                                   |
| Azuay      | Manuel Coronel Mateus                    |                                   |
| Azuay      | Honorato Vázquez Ochoa                   |                                   |
| Cañar      | Gregorio Cordero Crespo                  | Gregorio Cordero Crespo           |
| Cañar      | Gabriel Arsenio Ullauri                  |                                   |
| Carchi     | Vicente Fierro Benites                   | Vicente Fierro Benites            |
| Carchi     | José Justiniano Estupiñán Ferrín         |                                   |
| León       |                                          | Luis Felipe Borja Pérez           |
| León       | Reinaldo Varea Espinosa                  |                                   |
| León       | Juan Abel Echeverría Ramírez             |                                   |
| León       | Belisario Quevedo Figueroa               |                                   |
| León       | Nicolás Barba Jijón                      |                                   |
| Chimborazo | Teófilo Sáenz Freire                     | Teófilo Sáenz Freire              |
| Chimborazo | José María Alvear Guerrero               |                                   |
| Chimborazo | Pedro Ignacio Lizarzaburu y Borja        |                                   |
| Chimborazo | Leopoldo Freire Larrea                   |                                   |
| Chimborazo | José María Flor de las Banderas          |                                   |
| Chimborazo | Julio Román Lizarzaburu                  |                                   |
| Chimborazo | Antonio Soberón Pareja                   |                                   |
| El Oro     | Manuel Nicolás Arízaga Machuca           | Manuel Nicolás Arízaga Machuca    |
| El Oro     | Juan José Castro Valarezo                |                                   |
| Esmeraldas | José María Pallares                      | José María Pallares               |
| Esmeraldas | Manuel A. Franco Vera                    |                                   |
| Esmeraldas | Luis Vargas Torres                       |                                   |
| Guayas     | Carlos Mateus Pacheco                    | Carlos Mateus Pacheco             |
| Guayas     | Rafael Portilla Lanchazo                 |                                   |
| Guayas     | Ricardo Cucalón Marticorena              |                                   |
| Guayas     | Wilfrido Venegas Plazaert                |                                   |
| Guayas     | Francisco Xavier Aguirre Jado            |                                   |
| Imbabura   | Mariano Acosta Yépez                     | Mariano Acosta Yépez              |
| Imbabura   | Alejandro Ribadeneira Ponce              |                                   |
| Imbabura   | Luis Felipe Lara Gómez-Jurado            |                                   |
| Imbabura   | Carlos R. Tobar y Guarderas              |                                   |
| Loja       |                                          | Francisco Javier Salazar Arboleda |
| Loja       | Ramón Ignacio Riofrío Carrión            |                                   |
| Loja       | Francisco Escudero Valdivieso            |                                   |
| Loja       | Daniel de Jesús Ojeda                    |                                   |
| Los Ríos   | Ángel Polibio Chavez del Pozo            | Ángel Polibio Chavez del Pozo     |
| Los Ríos   | José Vaquero Dávila                      |                                   |
| Los Ríos   | José Fidel Marín Zumaeta                 |                                   |
| Los Ríos   | Gabriel Ignacio Veintimilla Flores       |                                   |
| Manabí     | Alejandro Cárdenas Proaño                | Alejandro Cárdenas Proaño         |
| Manabí     | Marcos Alfaro Delgado                    |                                   |
| Manabí     | Francisco Andrade Marín                  |                                   |
| Manabí     | Ángel Modesto Borja Sánchez              |                                   |
| Manabí     | José Moreira                             |                                   |
| Pichincha  | Julio B. Enríquez                        | Julio B. Enríquez                 |
| Pichincha  | Pedro José Cevallos y Fernández Salvador |                                   |
| Pichincha  | Luis A. Salazar                          |                                   |
| Pichincha  | Arsenio Andrade Landazuri                |                                   |
| Pichincha  | Jacinto Ignacio Caamaño Arteta           |                                   |
| Pichincha  | Antonio Flores Jijón                     |                                   |
| Pichincha  | Juan de Dios Campuzano                   |                                   |
| Pichincha  | Camilo Ponce Ortiz                       |                                   |
| Tungurahua | Agustín Nieto Carbo                      | Agustín Nieto Carbo               |
| Tungurahua | Constantino Fernández Cobo               |                                   |
| Tungurahua | Adriano Montalvo Sevilla                 |                                   |
| Tungurahua | Francisco J. Montalvo Fiallos            |                                   |

Fuente: